# Conseil de la Concurrence (Maroc)
Conformément aux dispositions de l’article 166 de la Constitution, le Conseil de la concurrence, est une institution indépendante chargée, dans le cadre de l’organisation d’une concurrence libre et loyale, d’assurer la transparence et l’équité dans les relations économiques, notamment à travers l’analyse et la régulation de la concurrence sur les marchés, le contrôle des pratiques anticoncurrentielles, des pratiques commerciales déloyales et des opérations de concentration économique et de monopole.
Le conseil est doté de la personnalité morale et de l’autonomie financière.
Le conseil a un pouvoir décisionnel en matière de lutte contre les pratiques anticoncurrentielles et de contrôle des opérations de concentration économique, telles que définies dans la loi relative à la liberté des prix et de la concurrence.
Il est, également, appelé à donner son avis sur les demandes de consultation, telles que prévues par la loi 20-13 et par la loi 104-12 relative à la liberté des prix et de la concurrence, et à publier des études sur le climat général de la concurrence sur les plans sectoriel et national.
Le conseil peut être saisi, pour toutes les pratiques anticoncurrentielles, par les entreprises ou, pour toute affaire qui concerne les intérêts dont ils ont la charge, par les organismes mentionnés au dernier alinéa de l’article 5 de la loi 20-13.
Il peut également être saisi par l’administration de toute pratique anticoncurrentielle, ou de faits susceptibles de constituer une telle pratique, ainsi que des manquements aux engagements pris par les parties à une opération de concentration économique.
Le conseil peut se saisir d’office de toutes les pratiques susceptibles d’affecter le libre jeu de la concurrence.
Il peut également se saisir d’office des manquements aux engagements pris par les parties à une opération de concentration économique lorsque l’administration a évoqué la décision relative à ladite opération, ainsi que du non-respect des règles prévues par la loi sur la liberté des prix et de la concurrence concernant la notification des opérations de concentration économique et le respect des décisions prises par le conseil et l’administration en ce qui concerne lesdites opérations.
Le conseil peut prendre l’initiative de donner un avis sur toute question concernant la concurrence.
Le conseil peut également recommander à l’administration de mettre en œuvre les mesures nécessaires à l’amélioration du fonctionnement concurrentiel des marchés.
L’administration doit communiquer au conseil les mesures prises ou à prendre pour l’application de ses recommandations.
Le conseil peut être consulté par les commissions permanentes du Parlement sur les propositions de loi ainsi que sur toute question concernant la concurrence, conformément aux règlements intérieurs des Chambres du Parlement.
Il donne son avis sur toute question relative à la concurrence à la demande du gouvernement.
Il peut également donner son avis, sur toute question de principe concernant la concurrence, à la demande des conseils des collectivités territoriales, des chambres de commerce, d’industrie et de services, des chambres d’agriculture, des chambres d’artisanat, des chambres des pêches maritimes, des organisations syndicales et professionnelles, des instances de régulation sectorielle ou des associations de consommateurs reconnues d’utilité publique, dans la limite des intérêts dont ils ont la charge.
Le conseil peut être consulté par les juridictions sur les pratiques anticoncurrentielles relevées dans les affaires dont elles sont saisies. Il ne peut donner un avis qu’après une procédure contradictoire. Toutefois, s’il dispose d’informations déjà recueillies au cours d’une procédure antérieure concernant la même pratique, il peut émettre son avis sans avoir à mettre en œuvre la procédure prévue par ladite loi.
Le conseil est obligatoirement consulté par le gouvernement sur les projets de textes législatifs ou réglementaires instituant un régime nouveau ou modifiant un régime en vigueur ayant directement pour effet:
1 – de soumettre l’exercice d’une profession ou l’accès à un marché à des restrictions quantitatives;
2 – d’établir des monopoles ou d’autres droits exclusifs ou spéciaux sur le territoire du Maroc ou dans une partie substantielle de celui-ci;
3 – d’imposer des pratiques uniformes en matière de prix ou de conditions de vente;
4 – d’octroyer des aides de l’Etat ou des collectivités territoriales conformément à la législation y relative.
Le conseil recueille l’avis des instances de régulation sectorielle concernées sur les questions de concurrence relatives aux secteurs d’activité dont elles ont la charge.
Le Conseil peut, le cas échéant, faire appel à leurs compétences et expertises pour les besoins de l’enquête ou de l’instruction dans un cadre conventionnel.

## Histoire

### Le Président
Nommé le 22 mars 2021, par Sa Majesté le Roi Mohammed VI, Président du Conseil de la concurrence, M. Ahmed Rahhou a été avant,  ambassadeur, chef de la mission diplomatique du Maroc auprès de l’Union Européenne nommé par Sa Majesté le Roi Mohammed VI en février 2019. Auparavant , il a occupé le poste de Président directeur général de CIH Bank nommé également par Sa Majesté le Roi Mohammed VI à ce poste en octobre 2009. Parallèlement à cette mission, il a été membre du Conseil économique, Social et Environnemental en tant qu’expert nommé par Sa Majesté le Roi Mohammed VI, en 2011. Il a aussi assuré, entre 2003 et 2009, la présidence et la direction générale de la société Lesieur Cristal. Avant cette date, M. ahmed RAHHOU a fait  un parcours dans le monde de la banque au sein du Crédit du Maroc où il a assuré différentes fonctions pour être, avant son  départ, Directeur général adjoint, membre du directoire de cette banque. Il a également eu un passage dans le monde du conseil en organisation et en stratégie auprès d’un cabinet français dans les années 80.
Le début de sa carrière s’est faite au sein de Royal Air Maroc où il a travaillé dans les années 80 dans le département informatique après avoir fini ses études à Paris à l’École Polytechnique puis à l’École Nationale Supérieure des Télécommunications.

### Le Secrétaire Général
Mohamed Abouelaziz, que S.M. le Roi a nommé Secrétaire Général du Conseil de la concurrence, est titulaire d’un Doctorat en Droit de l’Université Mohammed V de Rabat et d’un MBA en économie et finances de l’Ecole des Ponts et Chaussées de Paris.
Il a exercé, auparavant, la fonction de conseiller du Président du Conseil de la concurrence, de rapporteur général adjoint au sein de cette institution, et de chargé des affaires juridiques au Secrétariat Général du Ministère de l’Economie et des Finances.
Auteur d’un ouvrage sur « les entreprises publiques à l’épreuve de la concurrence », publié aux éditions bouregreg (2012) et de plusieurs contributions sur la gouvernance et le droit de la concurrence, il a, également, enseigné en tant que professeur vacataire à la faculté des sciences juridiques, économiques et  sociales de Rabat.

### Le Conseil
Le Conseil se compose du Président, de quatre Vice-Présidents et de huit Membres Conseillers. Le Conseil comprend, outre le Président, les membres suivants:
Le Président:
- Monsieur Ahmed Rahhou
Deux membres, vice-présidents:
- Madame Chaimae Abbou - Vice-Présidente
- Monsieur Adil Boukbir - Vice-Président
Quatre membres choisis en raison de leur compétence en matière économique ou de concurrence :
- Monsieur Abdelaziz Talbi - Vice-Président
- Monsieur Abdelkhalek Touhami - Membre
- Monsieur Adil Hidane - Membre
- Monsieur Abdessalam Benabbou - Membre
Deux membres choisis en raison de leur compétence en matière juridique:
- Monsieur Hassan Abouabdelmajid - Vice-Président
- Monsieur Mounir Mehdi - Membre
Trois membres exerçant ou ayant exercé leurs activités dans les secteurs de production, de distribution ou de services:
- Monsieur Rachid Benali - Membre
- Monsieur El Aid Mahsoussi - Membre
- Monsieur Othman El Ferdaous - Membre
Un membre choisi en raison de sa compétence en matière de protection du consommateur:
- Monsieur Bouazza El Kherrati - Membre

## Lois et Décrets

### La liberté des prix et de la concurrence
Dahir n° 1-14-116 du 2 ramadan 1435 (30 juin 2014) portant promulgation de la loi n° 104-12 relative à la liberté des prix et de la concurrence.
Décret n° 2-14-652 du 8 safari 1436 (1 décembre 2014) pris pour l'application de la loi n° 104.12sur la liberté des prix et de la concurrence, tel que modifié et complété.

### Le Conseil de la concurrence
Dahir n° 1-14-117 du 2 ramadan 1435 ( 30 juin 2014 ) portant promulgation de la loi n° 20-13 relative au Conseil de la concurrence.
Décret n° 2-15-109 du chaabane 1436 (4 juin 2015) pris pour l'application de la loi n° 20.13 relative au Conseil de la concurrence, tel que modifié et complété.